# 労働党 (韓国)
労働党（ろうどうとう、朝鮮語: 노동당）は、韓国の革新政党である。2008年3月16日結成。2012年4月12日から同年10月7日まで一時的に解党していた。

## 概要
労働党は、民主労働党（以下、「民労党」という）の親北朝鮮路線（以下、「親北路線」という）に批判的なグループによって2008年3月に結成された進歩新党（しんぽしんとう、朝鮮語: 진보신당）を前身とする進歩主義政党である。党是は「平等｣・｢生態｣・｢平和｣・｢連帯」。2012年の第19代総選挙で政党存続要件の有効得票2％を獲得できず同年4月12日に一旦解党を余儀なくされたが、同年10月7日に進歩新党連帯会議（しんぽしんとうれんたいかいぎ、朝鮮語: 진보신당 연대회의）として再結成され、2013年7月21日の党大会で現在の党名となった。

## 沿革

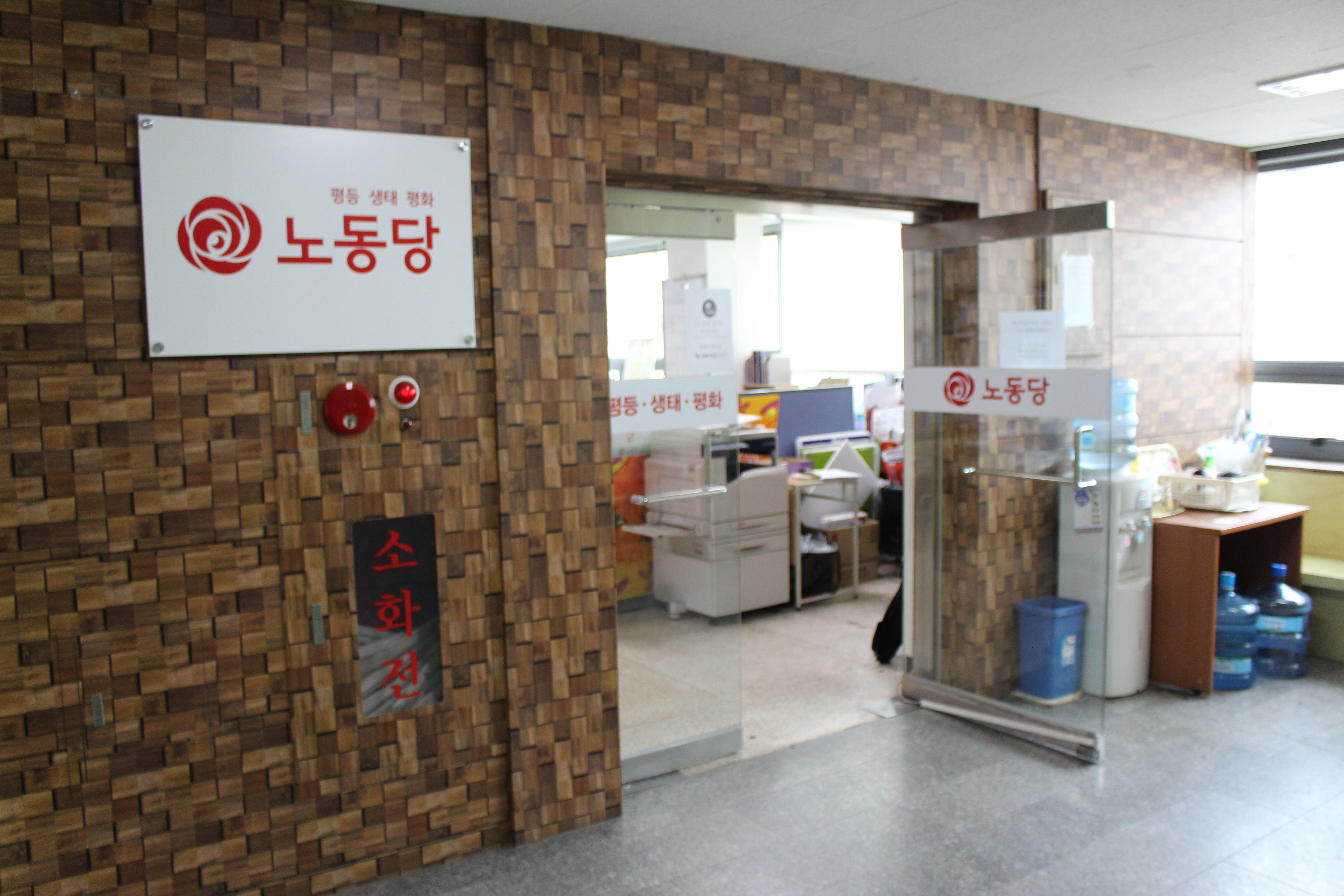
2018年の労働党中央委員会兼ソウル市党の建物。

### 民労党からの離党、新党結成
民労党内には大きく分けて、親北路線を採る「自主派」と親北路線に異議を唱える「平等派」の2つのグループが存在していたが、2007年12月の大統領選挙で権永吉候補が、創造韓国党の文国現候補を下回る3％の得票に留まり、敗北 を喫したことで、｢自主派｣と｢平等派｣の対立が表面化した。
大統領選敗北後の2008年1月に結成された非常対策委員会（委員長：沈相奵）によって提案された組織労働運動を中心にした路線への転換、親北路線の清算と2006年10月の｢一心会事件｣で逮捕された党幹部の除名を骨子とした改革案が2月3日の臨時党大会で否決され、翌4日、沈委員長以下の非常対策委員会メンバーは総辞職 した。これをきっかけに平等派党員や幹部の離党が相次ぎ、2月15日には金恵敬（キム・ヘギョン）元代表や元党最高委員、党地域委員会の委員長や幹部らが離党 するなど分裂が拡大した。
民労党を離党する意思を表明した平等派の魯会燦と沈相奵（シム・サンジョン）両議員は、新しい進歩政党を立ち上げることを表明、2月24日の｢進歩新党推進討論会｣を経て、3月2日に発起人大会・準備委員会結成大会、3月16日に創党大会 を開催、魯会燦と沈相奵等5人を共同代表として「進歩新党」を旗揚げした。しかし準備期間が短かったこともあり、2008年4月9日の総選挙では地域区と比例代表区、共に議席を獲得出来なかった（比例代表得票率2.94％）。

### 国会議員再選挙での勝利
総選挙後の2009年3月に行われた党大会で、魯会燦が全党員を対象とした直接投票で新代表に選出されこれまでの5人代表制から、単独代表制に変更された。魯代表は、就任演説で「庶民のためだと宣言をするだけの集団ではなく、庶民から本当の友と認められる党として出直す」と宣言し、4月末の再補欠選挙を筆頭に院内議席を確保することと、2010年の地方選挙で勝利することを訴えた
4月29日の国会議員再選挙で元議員の趙承洙（チョ・スンス）候補がハンナラ党の候補を下して当選し、国会内における議席を得た（得票率49.20％）。

### 2010年地方選挙を巡って
2010年6月の地方選挙で民主党を中心とした野党は市民運動団体と協力してハンナラ党に勝利するため選挙連合を結成した。当初、進歩新党も選挙連合に加わっていたが、首都圏における候補者調整を巡る対立 をきっかけに連合を離脱して独自に選挙戦を戦うこととなった。広域自治団長選挙では党代表の魯会燦（ソウル市長候補）や沈相奵（京畿道知事候補）など9名 が立候補したが、シム京畿道知事候補は野党圏の候補者一本化を目的として立候補を辞退した。選挙の結果、広域議会選挙で3名、基礎議会選挙で22名が当選したが、野党連合への対応などで一貫性を欠いた選挙運動を展開するなど混乱がみられ、党員の間では指導部に対する反発が強まった。そして10月15日に行われた臨時党大会で、新たな党代表に趙承洙が選出され同時に選出された副代表4名と共に第三期代表団を発足させた。

### 民労党との再統合議論と分裂
来るべき次期大統領選に向けて、民労党と進歩新党で分かれている進歩主義勢力を再結集するための「進歩政治大統合と進歩政党建設のための進歩陣営代表者連席会議」（以下「連席会議」）の第1次代表者会議が2011年1月20日に開かれたのを皮切りに、話し合いが進められ、5月31日～6月1日の第6次連席会議において9月末に統合して新しい進歩政党を結成する事で最終合意に達した。
しかし、核開発や3世代権力世襲など北朝鮮問題において厳しい立場を採る進歩新党と親北的立場の民労党との間では最後まで対立が続き、最終的に進歩新党が民労党側に譲歩する形となった。そのため進歩新党の副代表3名は最終合意案に反対を表明、党員の間でも強い反発が上がった。同月27日に行われた臨時党大会では「進歩新党組織進路に関する特別決議文」を採択し、民労党などとの新設統合の決定が8月に延期された。この背景には、連席会議における最終合意をめぐって党内対立が深刻化する中で決定を先送りし、党分裂を避ける狙いがある。その後9月25日に統合進歩政党の創党大会を開催することで合意 したものの、9月4日に行われた党大会において民労党との合党案への賛成票が成立に必要な3分の2に満たず否決されたことで、民労党との合党議論は解消されることとなった。
党大会の翌9月5日、統合が解消されたことを責任をとって趙承洙代表は党代表を辞任することを表明した。翌6日、党の看板政治家である沈相奵と魯会燦は統合進歩政党建設のための新組織立ち上げを明らかにし、8日に「新しい進歩政党建設のための統合連帯」（以下、統合連帯）を旗揚げした。こうした動きに対し、キム・ウンジュ権限代行は統合連帯の解体を要求、指導部の辞任による非常対策委員会の設置基準も明らかにした。同時に群小政党である社会党との新党結成提案も行った。9月14日には社会党のアン・ヒョサン代表と会談し、進歩新党と社会党の両党による広範な進歩・革新勢力の結集を目指していくことで合意したことを発表した。
9月23日、進歩新党創党の立役者である魯会燦と沈相奵が「大衆的な統合進歩政党を建設するため」として、離党を表明した。この離党の背景には25日に行われる予定の民労党党大会を前に、進歩統合の主役として自分たちの存在と立場を示す必要があったと見られている。そして10月6日には趙承洙議員と元市道党委員長12名が離党を宣言したことにより、進歩新党は再び院外政党となった。

### 社会党との合同
11月25日、新たな党代表にベストセラー『コレアン・ドライバーは、パリで眠らない』の著者で「南朝鮮民族解放戦線委員会」（南民戦事件）関係者の洪世和が選出された（代表就任は28日）。12月1日、洪代表は社会党のアン代表を訪問し、その席で両党が「進歩左派勢力が一つの政党を建設できるように努力する」ことで合意した。
その後、進歩新党と社会党は統合に向けた協議を進め、2月7日に社会党が進歩新党に吸収される方式での合党に暫定合意した。そして進歩新党と社会党は2月19日にそれぞれ党大会を開催し、両党の統合を推進する担当機構を設置する案件を賛成多数で可決した。合党推進のため設置された担当機関での実務協議を経て、3月4日に合党大会が開催され統合政党としての「進歩新党」が発足した。

### 進歩新党連帯会議として再スタート
2012年4月11日に行われた第19代総選挙の結果、比例代表では1.11％の得票率に留まり、地域区でも当選可能性が高いとされた慶尚南道巨済市の候補者が僅差で落選した結果、当選者を出すことができなかった。政党法では議席を得られず、有効得票2％未満の政党は自動的に解散する規定となっているため、結果が確定した4月12日に進歩新党は解散されることになった。しかし、選挙直後から関係者は「進歩新党創党準備委員会」を構成して新たな政党作りを進めており、同年10月7日に行われた党大会で「進歩新党連帯会議」として再創党した。
12月に行われる大統領選挙では、民主統合党や進歩正義党による野党連帯には参加せず、独自候補で本選に挑む方針 を採り、労働者大統領候補として11月に立候補した金ソヨン を支援した。しかし旧・社会党を中心とする党内の一部勢力は4月総選挙において進歩新党比例代表1位で立候補した金ジェヨンを支援したことで分裂選挙となった。選挙の結果、朴槿恵と文在寅による事実上の保革一騎討ち構図の中、金ソヨンとジェヨンのいずれも1％にも満たない得票しか得られず落選した。

### 労働党の発足
2013年2月、綠色社会主義を党の核心路線とすることを掲げた李鏞吉が新たな代表に選出された。3月に行われた党全国委員会において進歩政治を再建するための勢力結集を呼びかけると共に、上半期に党名や綱領、党憲や党規および長期成長戦略を含めた新党を結成する方針を決定した。6月23日、再創党大会を開催し、社会主義路線を明確にした綱領を採択した。しかし、大会における重要目標の一つであった「緑色社会労働党」への党名改正については、旧社会党系党員の反対によって議決定足数の3分の2に2票届かず否決される結果となった。その後、7月21日に行われた臨時党大会で行われた党員投票の結果、「労働党」が最多支持を得たことで進歩新党は「労働党」へ党名改称した。
2014年6月に行われた全国同時地方選挙では、広域議会1名、基礎議会6名の当選（いずれも地域区）に留まり、前回選挙よりも勢力を減らす結果となった。なお広域議会（慶尚南道）で当選した候補者は地方選挙において進歩系政党（統合進歩党・正義党・労働党）が軒並み惨敗した中、唯一の地域区当選者となった。
2015年1月30日に行われた党代表選挙の結果、正義党（中道左派の院内政党）と国民の会（進歩勢力の結集を目指す市民社会勢力のグループ）との合流による進歩勢力結集、そのための党員総投票を公約に掲げたナ・ギョンチェが代表に選出された。その一方で、進歩勢力結集に反対する声は大きく、進歩勢力の結集を推進するための党員総投票付議案は6月28日の定期党大会で否決された。これを受け7月3日、ナ・ギョンチェは代表を辞任する意向を表明した。9月18日、バイト労組委員長のク・ギョヒョンが党員投票で過半数の得票を得て当選、進歩勢力結集派が離党した後の党の再建を図る事になった。
2016年4月に行われた総選挙では0.38％（91,705票）の支持を得るにとどまり、議席獲得はならなかった。同年10月に行われた党代表団選挙でイ・ガプヨン候補が新たな代表に選出された。

## 綱領・政策
2013年6月に採択された綱領では、党の理念を「生態主義、女性主義、平和主義、少数者運動と結びついた社会主義」とし、「徹底的な民主主義の原則により、生産手段を社会的に所有・運営する新しい社会を建設する」ことを掲げている。

### 労働党の道
1.資本権力の外飾りになってきた代議制民主主義を実質的に民主化するとともに下からの参加を拡大し、地域社会と労働現場からの連帯と協同の代案政治共同体を実現。
2.政府の構造や機能を平等、生態、平和共和国の方向で再編して国家官僚機構を民衆の民主的統制下におく。
3.南北韓民衆の生活を改善し、韓国と北朝鮮の両体制をすべて止揚する進歩的統一を追求し、その出発点によって恒久的な韓半島平和体制を構築する。
4.好戦的かつ国粋主義的な民族主義と国家主義に対抗して、米国などの強大国中心の国際秩序を克服し、緑の平和外交を通じてすべての人類が共存する平和協力の国際連帯を実現する。
5.反人権悪法と抑圧的国家機構を撤廃し警察、検察、裁判所など司法を民主化し、すべての市民の政治、経済、社会的権利を実質的に保障する。
6.新自由主義的資本主義を乗り越え経済活動の全領域に多数大衆の民主主義と公共性を拡大して、生態的持続可能性を保障する新しい乗り込む資本主義経済体制に転換する。
7.普遍的福祉、生涯福祉、公共の福祉、民衆への参加による下からの福祉を原則とし社会福祉を拡大して、すべての市民に教育、医療、住居などを基本権として保障する。
8.学歴社会を打破して韓国社会を入試地獄から解放させ、幼児から大学を超えて成人教育まで公教育を拡大し、競争の代わりに自我の実現と発展、社会的連帯のための教育を実現する。
9.労働基本権を完全に保障して労働者の間のあらゆる差別を撤廃し、労働者自ら自分の労働を選択して統制して健康な人生と自己啓発のための労働ができるようにする。
10.小農と家族農中心の生態農業を復元し、都市と農村の連帯、労働者や農民の連帯を通じて、農業と農村を回生させ、我々の生存と新しい社会の主要な基盤となることを目指す。
11.土建国家を解体し、気候変動とエネルギー危機に対応している緑の転換を政治と経済、社会の全領域で実現し、人類の生存を脅かす全ての原子力発電と核兵器を撤廃する。
12.性別による位階と分業を打破して、女性の体に対する自己決定権を保障し、政治と社会すべての領域で女性主義の価値と観点を実装する。
13.性的少数者に対する非合理的で反人権的な差別を撤廃し、様々な性的指向や性別アイデンティティを尊重し、誰でも自由に家族を構成することができる権利を保障する進歩的性格値を実践する。
14.移住労働者、結婚移住女性、政治難民など様々な移住民たちにすべての権利を先住民と平等に保障する社会を追求する。
15.障害者に関する一切の差別を撤廃し、様々な障害者特性を考慮して同等の日常活動と完全な参加の権利が保障されるように実践する。
16.年齢や世代による差別と不平等を排除して、特に児童や青少年の政治的社会的権利、青年の自己実現の権利、老人の安らかな老後を送る権利を保障する。
17.労働時間短縮を通じた自律時間の拡大、そして文化施設や資産の公共性を確保して市民皆が主体として自由で豊かな創造的活動を享受して文化芸術人の創作権と生存権、そして労働権を保障する文化民主社会に向かって進む。
18.資本と権力の支配に対抗して言論の公共性を守りながら、普遍的アクセス権と表現の自由の保障として言論を大衆の日常活動の一部に戻して知識ネットワーク社会の進歩的可能性を実現する。
19.科学技術の開発に大衆が参加してこれを社会的に統制し、知識財産権を社会化して科学技術と知識が資本や権力の物では無く、民衆の資産になるように民主化し、共有する。
出典：강령（綱領）.労働党ホームページ（2013年12月29日閲覧）

## 対日関係
労働党前代表の洪世和は日本と韓国両国のナショナリズム/民族主義を批判した。ナショナリズム/民族主義は徹底的に資本家のための理念だと考えている。 日本の「戦犯企業」に強制動員された朝鮮労働者の人権を語る前に、韓国人労働者の人権から語るべきだと主張する。

## 年表
| 年     | 月日     | 出来事 |
| ------ | -------- | --- |
| 2008年 | 3月2日   | 創党発起人大会、準備委員会結成大会を開催。                                                                   |
| 2008年 | 3月16日  | 中央創党大会開催。進歩新党が正式発足。                                                                       |
| 2008年 | 4月9日   | 第18代総選挙、議席を確保できず。                                                                             |
| 2008年 | 7月1日   | 保守系団体が党本部に乱入、党員などを暴行し、一人が負傷して入院。                                             |
| 2009年 | 3月29日  | 第2次党大会開催。魯会燦が新代表に選出され、これまでの5人代表制から単独代表制に変更                           |
| 2009年 | 4月29日  | 国会議員再選挙。蔚山広域市北区で趙承洙候補が当選し、院内での議席を得る。                                     |
| 2010年 | 6月2日   | 第5回全国同時地方選挙。広域議会選挙で3名、基礎議会選挙で22名が当選（いずれも地域区）。                       |
| 2010年 | 10月15日 | 臨時党大会。趙承洙を新たな党代表とする第三期党代表団が発足                                                   |
| 2011年 | 1月20日  | 「進歩大統合と進歩政党建設のための進歩陣営代表者連席会議」（連席会議）の第一次代表者会議                     |
| 2011年 | 5月6日   | 連席会議第3次会議、1次合意文発表                                                                             |
| 2011年 | 6月1日   | 前日5月31日から続いていた連席会議第6次会議で9月に新しい進歩政党を結成することで最終合意に達した。            |
| 2011年 | 6月27日  | 臨時党大会。民労党との新設党統合の決定を8月に延期する決議を採択。                                            |
| 2011年 | 8月28日  | 統合進歩政党の創党大会を9月25日に開催することで民労党と合意                                                  |
| 2011年 | 9月4日   | 党大会、民労党との合党案が成立に必要な3分の2に満たず最終的に否決                                             |
| 2011年 | 9月5日   | 趙承洙代表、党代表を辞任する意向を表明                                                                       |
| 2011年 | 9月8日   | 魯会燦・沈相奵・趙承洙前代表を中心とした民労党との統合を推進する「新しい進歩政党建設のための統合連帯」が発足 |
| 2011年 | 9月14日  | キム・ウンジュ権限代行、社会党アンヒョサン代表と会談。広範な進歩革新勢力結集のために努力することで合意       |
| 2011年 | 9月23日  | 進歩新党創党の立役者、魯会燦・沈相奵が離党                                                                   |
| 2011年 | 10月6日  | 趙承洙議員と元市道党委員長12名が離党。院内における議席を失う。                                               |
| 2011年 | 11月25日 | 代表選挙に単独出馬した洪世和を新代表に選出                                                                   |
| 2012年 | 2月7日   | 進歩新党と社会党が合党に合意                                                                                 |
| 2012年 | 2月19日  | 進歩新党と社会党の党大会で合党のための担当機関を設置                                                         |
| 2012年 | 3月4日   | 進歩新党と社会党、統合党大会を開催し、統合政党としての「進歩新党」が発足                                     |
| 2012年 | 4月11日  | 第19代総選挙、地域区と比例代表のいずれでも當選者を出せず得票も2％未満だったため、解党。                      |
| 2012年 | 10月7日  | 臨時党大会を開催。「進歩新党連帯会議」として再結成。                                                         |
| 2012年 | 10月27日 | 洪世和常任代表。代表職を辞任する意向を表明                                                                   |
| 2012年 | 10月29日 | 安考祥共同代表。辞任。                                                                                       |
| 2013年 | 2月1日   | 第5期党代表に李鏞吉候補が当選。                                                                              |
| 2013年 | 6月23日  | 再創党大会。社会主義路線を明確にした新綱領を採択。新党名「緑色社会労働党」採択案は否決。                     |
| 2013年 | 7月21日  | 臨時党大会。党名を党員投票で最多支持を得た「労働党」に改称。                                                 |
| 2014年 | 6月4日   | 第6回全国同時地方選挙。広域議会で1名、基礎議会で6名が当選（いずれも地域区のみ）。                            |
| 2015年 | 1月30日  | 第6期党代表にナ・ギョンチェ候補が当選。                                                                      |
| 2015年 | 6月28日  | 定期党大会。進歩勢力結集のための党員総投票付議案が否決。                                                     |
| 2015年 | 7月3日   | ナ・ギョンチェ、党代表を辞任する意向を表明。                                                                 |
| 2015年 | 9月18日  | 第7期党代表にバイト労組委員長のク・ギョヒョンが当選。                                                        |
| 2016年 | 4月13日  | 第20代総選挙。地域区と比例代表何れでも当選者を出せず。                                                       |
| 2016年 | 10月15日 | 第8期党代表にイ・ガプヨン候補が当選。                                                                        |

## 党勢推移
| 年月日        | 代           | 議席数 | 議席数 | 議席数    | 得票率 （比例代表） | 備考                 |
| 年月日        | 代           | 合計   | 地域区 | 比例 代表 | 得票率 （比例代表） | 備考                 |
| ------------- | ------------ | ------ | ------ | --------- | ------------------- | -------------------- |
| 2008年4月9日  | 第18代総選挙 | 0      | 0      | 0         | 2.94%               | 進歩新党として参加。 |
| 2012年4月11日 | 第19代総選挙 | 0      | 0      | 0         | 1.13%               | 進歩新党として参加。 |
| 2016年4月13日 | 第20代総選挙 | 0      | 0      | 0         | 0.38%               |                      |

| 選挙                  | 年月日        | 広域 団体長 | 基礎 団体長 | 広域議会 | 広域議会 | 広域議会 | 広域議会 | 基礎議会 | 基礎議会 | 基礎議会 | 備考                 |
| 選挙                  | 年月日        | 広域 団体長 | 基礎 団体長 | 合計     | 地域区   | 比例代表 | 得票率   | 合計     | 地域区   | 比例代表 | 備考                 |
| --------------------- | ------------- | ----------- | ----------- | -------- | -------- | -------- | -------- | -------- | -------- | -------- | -------------------- |
| 第5回全国同時地方選挙 | 2010年6月2日  | 0           | 0           | 3        | 3        | 0        | 3.1%     | 22       | 22       | 0        | 進歩新党として参加。 |
| 第6回全国同時地方選挙 | 2014年6月4日  | 0           | 0           | 1        | 1        | 0        | 1.17%    | 6        | 6        | 0        |                      |
| 第7回全国同時地方選挙 | 2018年6月13日 | 0           | 0           | 0        | 0        | 0        | %        | 0        | 0        | 0        |                      |

出典：중앙선거관리위원회 선거통계시스템（中央選挙管理委員会 選挙統計システム）、2014年6月11日閲覧。総選挙と広域議会の得票率は比例代表選挙。